# Специальные регулируемые асинхронные двигатели
Специальные регулируемые асинхронные двигатели создаются в результате адаптации общепромышленных асинхронных двигателей к их условиям эксплуатации в управляемых электроприводах, имеющие в итоге более высокие энергетические и массогабаритностоимостные показатели по сравнению с неадаптированными.
Работа асинхронного двигателя в регулируемом электроприводе (ЭП) характеризуется существенными особенностями, которые и определяют предъявляемые к ним специфические технические требования. Эти особенности связаны с изменяющимися в заданных пределах, а часто и по заданным законам, значениями частот вращения двигателя, величин и частот питающего двигатель напряжения или тока, наличием и необходимостью учёта временных высших гармонических составляющих. В силу этого специфическими являются математические модели (ММ) электромагнитных, электромеханических, энергетических, тепловентиляционных процессов в установившихся и переходных режимах работы двигателей, расчетов добавочных магнитных потерь, механических и виброакустических показателей, которые построены на усовершенствованных расчетных методиках.
Использование серийных асинхронных двигателей (АД) в электроприводах с полупроводниковыми преобразователями (ПП) не оптимально по массогабаритным, энергетическим и другим показателям. По некоторым оценкам использование обычных серийных АД в частотном приводе снижает КПД и требует завышения их установленной мощности на 15-20 % при работе в установившихся режимах и до 40-45 % при работе в динамических режимах. Из-за высших гармоник напряжения и тока на выходе преобразователя частоты на 5-6 % возрастают потери в двигателе.
Необходимо проектирование специальных регулируемых асинхронных двигателей (РАД) с улучшенными регулировочными, динамическими и виброакустическими свойствами. Применение РАД, спроектированных с учётом специфики их работы в условиях регулируемого ЭП, вместо общепромышленных АД дает возможность значительно снизить массу, габариты и стоимость электроприводов, улучшить их функциональные показатели. Если оптимально спроектировать двигатель для частотного регулирования, можно получить на 25 % большую мощность, чем у общепромышленных АД того же габарита, либо уменьшить объем при той же мощности.

## Технические предпосылки
Техническими предпосылками, обеспечивающими преимущества адаптированных регулируемых двигателей над серийными машинами, являются:
- Исключение требований к пусковым характеристикам (не ставится задача обеспечения кратностей пускового и максимального моментов), в связи с чем может быть применена соответствующая форма паза ротора (отказ от глубоких пазов), обеспечивающая минимальное активное сопротивление обмотки ротора и меньшую индуктивность рассеяния;
- требуемую частоту вращения производственного механизма, определяемую частотой питания двигателя, числом полюсов обмотки статора АД и передаточным числом редуктора, можно обеспечить при различных сочетаниях этих трех величин;
- возможность некоторого снижения перегрузочной способности АД, поскольку система привода отслеживает параметры напряжения или тока питания двигателя;
- использование эффективных систем само- и, при необходимости, принудительного охлаждения;
- возможность выбора оптимального соотношения нестандартных значений напряжения и частоты проектируемого двигателя, отличного от базового и согласованного с номинальными значениями преобразователя, что позволяет снизить массу и габариты;
- усиление электроизоляции витков обмотки статора с целью защиты от импульсных перенапряжений;
- использование соответствующих подшипников с учётом, как высоких скоростей вращения, так и появления паразитных токов от высокочастотной коммутации.

## Принципы и методология проектирования
Основные принципы и методология проектирования РАД должны базироваться на системном подходе и определяться с учётом существенной специфики их работы в составе ЭП как в установившихся, так и в динамических режимах. Системный подход предусматривает рассмотрение РАД во взаимодействии с другими элементами ЭП: силовой преобразовательной частью, системой управления и регулирования, исполнительным органом рабочей машины. Эффективность системного подхода при проектировании РАД основывается на учёте особенностей отдельных составляющих ЭП, характера отношений и связей между этими составляющими. Благодаря этому значительно повышаются адекватность ММ и соответственно качество проектного синтеза РАД. Использование системного подхода позволяет реализовывать комплексный анализ проектируемого РАД, на основе которого рассматриваются все наиболее важные для проектного синтеза аспекты устройства и функционирования РАД.
Системный подход дает возможность осуществить:
- комплексный учёт всей необходимой совокупности проектных факторов в их взаимосвязи и взаимовлиянии;
- разработку и применение адекватных ММ, учитывающих изменение параметров во всем диапазоне регулирования, и другие особенности работы РАД в регулируемом ЭП;
- обоснование и применение рациональной декомпозиции проектной ММ и модели объекта проектирования, процессов проектного синтеза и оптимизации;
- реализацию эффективных методов оптимизации;
- системную организацию технологии процесса проектного синтеза РАД.

Исходя из системного подхода, определяются специфические проектные критерии и ограничения, используемые при проектировании РАД.
Проектные ММ на основе принципа декомпозиции могут быть составлены с использованием моделей отдельных компонентов ЭП, в том числе и модели объекта проектирования — РАД. Модель РАД должна учитывать полигармонический состав питающего напряжения переменных величины и частоты, изменение параметров двигателя в процессе регулирования и ряд других проектных особенностей. Полупроводниковые преобразователи, отличающиеся типами, силовыми схемами, видами регулирования, законами управления и т. д., представляются разными ММ. Нагрузки ЭП имеют различные законы изменений моментов сопротивлений от частоты вращения и различные уровни. Они могут быть непрерывного или циклического действия. Все это должно найти отражение в ММ нагрузок.
Работа АД в системах с ПП обладает существенной спецификой, которая является причиной появления новых требований к параметрам и технико-экономическим показателям РАД, в результате чего задача разработки машин для указанных систем переросла в самостоятельную проблему, включающую и круг вопросов, связанных с определением оптимальных параметров двигателей. Для решения задач проектного синтеза и оптимизации таких двигателей не могут быть применены стандартные методы и программное обеспечение, разработанные для АД общепромышленного назначения.

## Особенности и требования
При проектировании РАД учитываются следующие особенности и требования:
- необходимость использования в системе расчетного проектирования комплексных ММ, включающих в себя модели всех взаимодействующих компонентов ЭП, а не только модели двигателя, как это делается при проектировании общепромышленных АД;
- выполнение проектирования на определенный диапазон частот вращения, что требует проведения большого объема поисковых и поверочных расчетов;
- формирование набора специфичных критериев оптимальности.

При проектировании РАД для приводов с ПП, как и при выборе серийных АД для этих приводов, могут использоваться также такие критерии как масса, габариты, стоимость двигателя или диапазонные критерии — энергетические показатели двигателя и приведенные затраты. Особые диапазонные критерии оптимальности обуславливают специфику их определения. В частности, энергетические показатели — КПД и коэффициент мощности, приведенные затраты должны рассматриваться в виде эквивалентных усредненных значений для всего диапазона регулирования. При необходимости в состав критериев включаются аналогичные критерии приводов в целом. В ряде случаев может применяться обобщенный критерий, представляющий собой скалярную свертку вышеуказанных критериев с различными коэффициентами их значимости.
В установившихся режимах специфика работы РАД заключается, прежде всего, в том, что в каждой рабочей точке двигатель питается определенным по качественно-количественному составу полигармоническим напряжением, зависящим от типа, вида регулирования, закона управления преобразователя, и работает в общем случае с определенным нагрузочным моментом. В разных рабочих точках диапазона регулирования значения параметров схем замещения двигателя различны. Они определяются с учётом вытеснения токов в обмотках и насыщения магнитной цепи машины. Эти особенности положены в основу оптимизационно-поисковых расчетов.

## Адаптация
Задача адаптации электромашинной части регулируемых ЭП к специфическим условиям работы решается как задача структурно-параметрической оптимизации РАД. Трудоемкость задачи проектирования обусловлена не только необходимостью формирования множества рациональных структур РАД, но и необходимостью решения задачи параметрической оптимизации для каждой сформированной структуры. По своей направленности задачи структурного синтеза можно разделить на внутренние (относящиеся к АД) и внешние (относящиеся к системе привода). Задачей параметрической оптимизации является определение такого набора значений управляемых переменных некоторой сформированной структуры электропривода и входящего в него РАД, при котором целевая функция имеет наилучшее значение. При этом выполняются все требования и ограничения, оговоренные в задании на проектирование. Множество структур РАД с оптимизированными параметрами является информационным базисом для выбора оптимального варианта РАД.
Системный подход предусматривает рассмотрение всех аспектов функционирования РАД. Поэтому при проектном синтезе РАД используется ряд подсистем, с помощью которых осуществляются поверочные расчеты. К их числу относятся расчеты механических и виброакустических показателей, неустановившихся режимов работы. Проектные ММ подсистем так же, как и модели оптимизационно-поисковых расчетов, являются комплексными, составленными из ММ входящих в привод элементов, и в них выполнен учёт рассмотренной выше специфики. При наличии в техническом задании на проектирование РАД активных ограничений, прямо не связанных с электромагнитными, электромеханическими, тепловыми процессами, задача условной оптимизации решается на основе сочетания методов уступок по критериям и релаксации ограничений.
Использование информационных технологий автоматизированного проектного синтеза, прикладного математического и программного обеспечения позволяет реализовать следующие варианты:
- проектирование и производство серий РАД на основе тщательного анализа рынка потребления;
- разработка РАД для использования в регулируемых ЭП конкретных электромеханических систем;
- редизайн АД, использующегося в настоящее время в определенных регулируемых ЭП с целью их адаптации к специфическим условиям работы.